# Estudio Harcourt de París

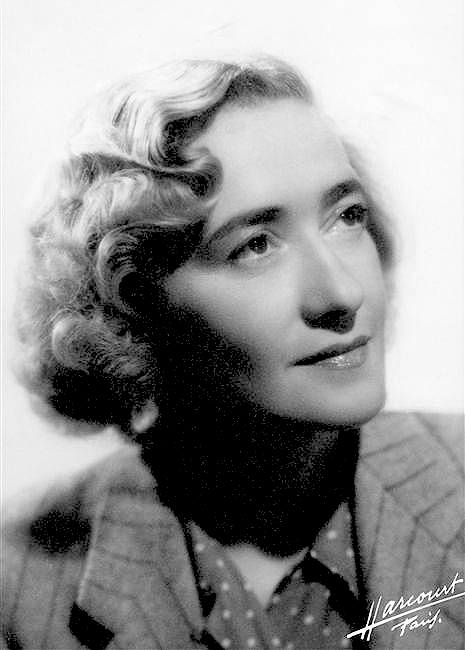
Cosette Harcourt (Germaine Hirschfeld)

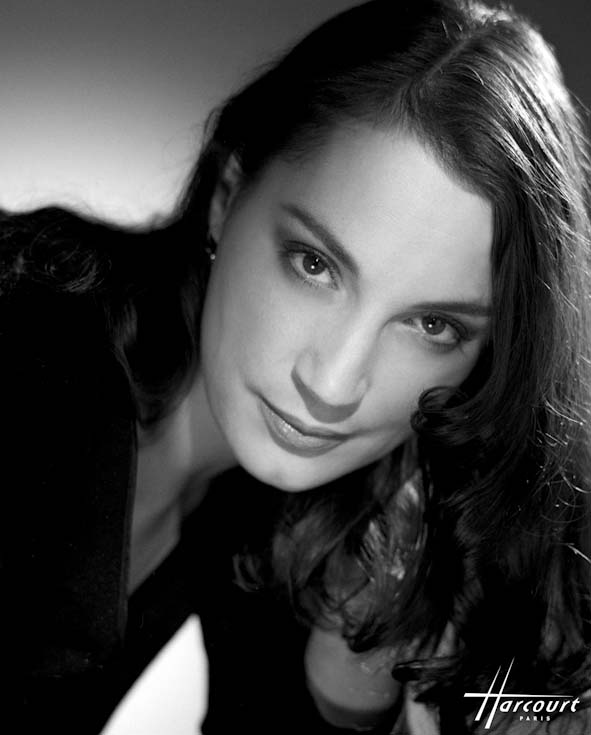
Fotografía típica (de la actriz y cantante Jeanne Balibar) realizada por el Estudio Harcourt, mostrando su estilo distintivo del retrato fotográfico.

Estudio Harcourt de París, antes conocido como Estudio Harcourt (Studio Harcourt), es un estudio de fotografía fundado en 1933 por Cosette Harcourt en el número 11, de la calle Christophe-Colomb en París. En 1934, se incorporaron los hermanos Lacroix como jefes de prensa y Robert Ricci, hijo de Nina Ricci. Este estudio es muy conocido por sus fotografías en blanco y negro de estrellas del cine y celebridades. Disponer de una fotografía tomada en el estudio se consideraba un estándar para la clase media superior francesa. El estudio se sitúa en la actualidad en el número 6 de la calle Lota en el XVI Distrito de París.

## Historia
El Estudio Harcourt de fotografía de estudio se crea por la asociación de los hermanos Lacroix y la fotógrafa Cosette Harcourt (1900-1976) cuyo nombre era Germaine Hirschfeld. En sus comienzos se hicieron imágenes para la prensa. En esa época se produjo al mismo tiempo el cierre de estudios de prestigio como el de Nadar por falta de clientes.
El cambio de estrategia del estudio se produjo cuándo Cosette Harcourt comenzó a especializarse en fotografías de estrellas del cine y la cultura francesa con glamour y en blanco y negro. Se hacían las fotos en un formato de 24 x 30 cm con un estilo luminoso y distintivo muy reconocibles. Este estilo típico de Harcourt consistía en un retrato tomado a corta distancia, con su mejor iluminación, donde se acostumbraba crear un halo de luces y sombras sobre un fondo entre gris y negro. La actitud del sujeto era personal, a menudo con una leve sonrisa, aunque siempre parece que esta un poco escenificado. También, el logotipo de Harcourt se presenta muy visible en cada fotografía.
El estilo Harcourt estaba inspirado en el trabajo del director de fotografía francés Henri Alekan. En torno a la Segunda Guerra Mundial, Cosette Harcourt, quién era judía, se casó interesadamente en 1942 con Jacques Lacroix, uno de los Hermanos Lacroix y se trasladó a Inglaterra, por lo que Henri Bierley-Lalune se encargó de la dirección. Juntos  crearon una revista, llamada Stars, para que sirviese como un outlet para fotos de estudio. Durante la ocupación de Francia por los nazis, oficiales alemanes y muchos miembros del Régimen de Vichy visitaron los estudios. Lo mismo hicieron los estadounidenses tras la liberación de París. Después de la guerra, Harcourt recuperó la dirección y se divorció de Jacques Lacroix como habían acordado. Se dedicó otra vez a las fotografías de estrellas del cine, lo que proporcionó una nueva época de esplendor al estudio. Su éxito en la segunda mitad del siglo XX fue tal que Roland Barthes llegó a afirmar en su libro Mitologías que "no es actor quien no se ha retratado en Harcourt".
Sin embargo, el estudio quebró a finales de 1990. En el año 2000, por iniciativa de Jack Lang, el estado francés compró las fotos de Estudio Harcourt realizadas entre 1934 y 1991: aproximadamente 5 millones de negativos de más de mil celebridades y más de medio millón de personas. La colección esta gestionada por el MAP(Mediateca de la arquitectura y del patrimonio) y se conserva en el Fuerte de Saint-Cyr y en Montigny-le-Bretonneux.
Una fotografía realizada  por el Estudio Harcourt en 2010 tiene un coste de casi 2000 euros. Una alternativa podría consistir en utilizar una Cabine Photo Luxe oficial que hace la toma de una foto por unos 10 euros y después procesarla para conseguir el estilo Harcourt.